# Montalbán de Córdoba (kommun)
Montalbán de Córdoba är en kommun i Spanien.   Den ligger i provinsen Province of Córdoba och regionen Andalusien, i den södra delen av landet, 300 km söder om huvudstaden Madrid. Antalet invånare är 4 635.